# Subilla priapella
Subilla priapella är en halssländeart som beskrevs av H. Aspöck et al. 1982. Subilla priapella ingår i släktet Subilla och familjen ormhalssländor. Inga underarter finns listade i Catalogue of Life.